# Birmingham Jazz Festival 1960, The Early Years, Vol. 2
Birmingham Jazz Festival 1960, The Early Years, Vol. 2 è un album live con Lem Winchester pubblicato nel 1960 dall'etichetta Consolidated Artists Records.
Questo disco in realtà racchiude le performance dal vivo di quattro differenti gruppi jazz, tra cui nei primi tre brani quello di Lem Winchester, l'album fu
registrato al "Birmingham Jazz Festival" nell'estate del 1960 a Birmingham in Michigan (Stati Uniti).

## Tracce
1. Bluesology – 9:10 (Milt Jackson)
2. Like Someone in Love – 5:00 (Jimmy Van Heusen, Johnny Burke)
3. Softly as in a Morning Sunrise – 8:04 (Sigmund Romberg, Oscar Hammerstein II)
4. Back Home Again in Indiana
5. Drum Suite
6. Celia
7. Dancing on the Ceiling
8. Two Different Worlds
9. G-Man Theme

## Musicisti
Brani 1, 2 & 3
- Lem Winchester - vibrafono
- Junior Mance - pianoforte
- Nick Fiore - contrabbasso
- J.C. Heard - batteria